# Marguerite Churchill
Marguerite Churchill (Kansas City, 26 dicembre 1910 – Broken Arrow, 9 gennaio 2000) è stata un'attrice statunitense.

## Biografia
Figlia del proprietario di una catena di teatri, che morì quando lei aveva dieci anni, Marguerite Churchill crebbe a New York e fu educata alla Professional's Children School, dopodiché studiò alla Theatre Guild Dramatic School, assecondando le proprie ambizioni artistiche. La sua affermazione sui palcoscenici di Broadway fu assai rapida, consentendole di interpretare già ruoli da protagonista quando era appena sedicenne. Un agente della Fox Company la notò recitare e le propose un contratto per lavorare nel cinema, facendola debuttare nel cortometraggio The Diplomats (1929).

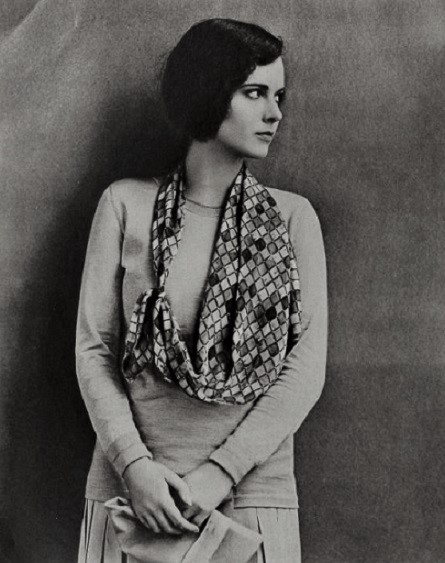
Marguerite Churchill

Giunta a Hollywood in coincidenza con l'affermazione del cinema sonoro, la Churchill ottenne il suo primo ruolo di rilievo nel film Il grande sentiero (1930), un western epico di Raoul Walsh che si preannunciò come uno dei film più spettacolari mai girati fino a quel momento. Nel ruolo di Ruth Cameron, l'attrice recitò al fianco di John Wayne, all'epoca giovane promessa del western, in una vicenda incentrata su una carovana di pionieri che affronta un viaggio pieno di difficoltà dal Mississippi all'Oregon, con la continua minaccia da parte di una banda di malviventi. A conclusione del film, che celebra il raggiungimento della "terra promessa" sognata dai coloni, la Churchill e Wayne si baciano mentre i raggi del sole filtrano attraverso le sequoia.
La Churchill recitò nuovamente accanto a John Wayne l'anno successivo, nella commedia Girls Demand Excitement (1931), quindi apparve in Quick Millions (1931), tributo della Fox all'allora popolare genere "gangster", in cui ebbe come partner Spencer Tracy nel ruolo del malavitoso "Bugs" Raymond. L'attrice interpretò la parte di Dorothy, una debuttante della buona società, inizialmente fredda ma via via trasformata dalla passione, che il gangster vorrebbe sposare per motivi di prestigio sociale. Oltre a Wayne e Tracy, nella prima metà degli anni trenta la Churchill lavorò al fianco di altri popolari attori dell'epoca, come Will Rogers in Ambassador Bill (1931), Warner Oland nel giallo La crociera del delitto (1931), George O'Brien in L'amazzone mascherata (1931), Charles Farrell in La fanciulla senza casa (1933).
Giunta all'apice della carriera, la Churchill ebbe un paio di buone opportunità anche nel genere "horror", grazie alla Universal Pictures che le offrì una parte in La figlia di Dracula (1936), adattamento di Dracula's Guest, un racconto di Bram Stoker. Il film, che ha per protagonista la contessa Marya Zeleska (Gloria Holden), figlia di Dracula, presenta inusuali sfumature ambigue per via dell'influenza ipnotica e del potere seduttivo esercitati dalla contessa su due ragazze che ha soggiogato, la Churchill e Nan Grey. Il secondo ruolo nel genere horror fu quello di Nancy ne L'ombra che cammina (1936), accanto a Boris Karloff, storia di un innocente condannato a morte sulla sedia elettrica, che viene riportato in vita da un medico che sperimenta particolari tecniche di rianimazione. Acquisiti poteri paranormali, l'uomo indaga e giunge a smascherare i veri colpevoli, a costo però della propria sopravvivenza.
Con circa 25 pellicole all'attivo, nel 1936 la Churchill si ritirò dalle scene. Vi farà ritorno in sporadiche occasioni, nel 1950 per il film Bunco Squad e, due anni più tardi, per recitare in due episodi della serie televisiva antologica Fireside Theatre, entrambi realizzati e trasmessi nel 1952.

## Vita privata
La Churchill si sposò nel 1933 con l'attore George O'Brien, suo partner nel film L'amazzone mascherata, girato due anni prima. La coppia ebbe tre figli, Brian, morto nel 1934 poco dopo la nascita, Orin, nata nel 1935 e futura componente dell'Orchestra Filarmonica di New York come contrabbassista, e Darcy (1939-1998), che diventerà uno scrittore di successo. Il matrimonio con O'Brien si concluse con il divorzio nel 1948.
Nel 1954 l'attrice si risposò con lo scultore Peter Ganine. Negli anni sessanta visse per un periodo a Roma, mentre nel decennio successivo si trasferì a Lisbona. Solo negli anni novanta fece ritorno negli Stati Uniti per avvicinarsi al figlio Darcy.
Marguerite Churchill morì il 9 gennaio 2000, all'età di 89 anni, per cause naturali.

## Filmografia

### Cinema

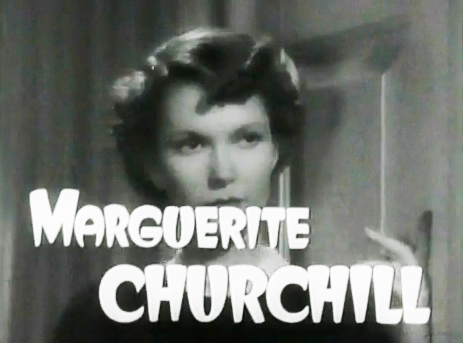
Nel film La figlia di Dracula

- The Diplomats, regia di Norman Taurog - cortometraggio (1929)
- Furnace Trouble, regia di James Parrott - cortometraggio (1929)
- The Valiant, regia di William K. Howard (1929)
- Pleasure Crazed, regia di Donald Gallaher e Charles Klein (1929)
- They Had to See Paris, regia di Frank Borzage (1929)
- Seven Faces, regia di Berthold Viertel (1929)
- Harmony at Home, regia di Hamilton MacFadden (1930)
- Temerario nato (Born Reckless), regia di Andrew Bennison e John Ford (1930)
- Good Intentions, regia di William K. Howard (1930)
- Il grande sentiero (The Big Trail), regia di Raoul Walsh e, non accreditato, Louis R. Loeffler (1930)
- Girls Demand Excitement, regia di Seymour Felix (1931)
- La crociera del delitto (Charlie Chan Carries On), regia di Hamilton MacFadden (1931)
- Quick Millions, regia di Rowland Brown (1931)
- L’amazzone mascherata (Riders of the Purple Sage), regia di Hamilton MacFadden (1931)
- Ambassador Bill, regia di Sam Taylor (1931)
- Forgotten Commandments, regia di Louis J. Gasnier e William Schorr (1932)
- La fanciulla senza casa (Girl Without a Room), regia di Ralph Murphy (1933)
- Without Children, regia di William Nigh (1935)
- Speed Devils, regia di Joseph Henabery (1935)
- Man Hunt, regia di William Clemens (1936)
- L'ombra che cammina (The Walking Dead), regia di Michael Curtiz (1936)
- La figlia di Dracula (Dracula's Daughter), regia di Lambert Hillyer (1936)
- Murder by an Aristocrat, regia di Frank McDonald (1936)
- Giustizia! (The Final Hour), regia di D. Ross Lederman (1936)
- Alibi for Murder, regia di D. Ross Lederman (1936)
- Legion of Terror, regia di Charles C. Coleman (1936)
- Bunco Squad, regia di Herbert I. Leeds (1950)

### Televisione
- Fireside Theatre - serie TV, 2 episodi (1952)